# Cymothoe interrupta
Cymothoe interrupta är en fjärilsart som beskrevs av Frans G.Overlaet 1940. Cymothoe interrupta ingår i släktet Cymothoe och familjen praktfjärilar. Inga underarter finns listade i Catalogue of Life.